# Episodi di The Donna Reed Show (quinta stagione)
La quinta stagione della serie televisiva The Donna Reed Show è stata trasmessa in anteprima negli Stati Uniti d'America dalla ABC tra il 20 settembre 1962 e il 9 maggio 1963.
| nº | Titolo originale          | Titolo italiano | Prima TV USA      | Prima TV Italia |
| -- | ------------------------- | --------------- | ----------------- | --------------- |
| 1  | Mister Nice Guy           |                 | 20 settembre 1962 |                 |
| 2  | Mrs. Stone and Dr. Hyde   |                 | 27 settembre 1962 |                 |
| 3  | To Be a Boy               |                 | 4 ottobre 1962    |                 |
| 4  | Who Needs Glasses?        |                 | 11 ottobre 1962   |                 |
| 5  | Mary, Mary Quite Contrary |                 | 18 ottobre 1962   |                 |
| 6  | My Dad                    |                 | 25 ottobre 1962   |                 |
| 7  | Fine Feathers             |                 | 1º novembre 1962  |                 |
| 8  | Rebel with a Cause        |                 | 8 novembre 1962   |                 |
| 9  | Big Star                  |                 | 15 novembre 1962  |                 |
| 10 | Man to Man                |                 | 22 novembre 1962  |                 |
| 11 | The Baby Buggy            |                 | 29 novembre 1962  |                 |
| 12 | The Makeover Man          |                 | 6 dicembre 1962   |                 |
| 13 | The Winning Ticket        |                 | 13 dicembre 1962  |                 |
| 14 | The Soft Touch            |                 | 20 dicembre 1962  |                 |
| 15 | Jeff Stands Alone         |                 | 27 dicembre 1962  |                 |
| 16 | Just a Little Wedding     |                 | 3 gennaio 1963    |                 |
| 17 | A Woman's Place           |                 | 10 gennaio 1963   |                 |
| 18 | The Chinese Horse         |                 | 17 gennaio 1963   |                 |
| 19 | The New Look              |                 | 24 gennaio 1963   |                 |
| 20 | A Way of Her Own          |                 | 31 gennaio 1963   |                 |
| 21 | Three Is a Family         |                 | 7 febbraio 1963   |                 |
| 22 | Big Sixteen               |                 | 14 febbraio 1963  |                 |
| 23 | Pioneer Woman             |                 | 21 febbraio 1963  |                 |
| 24 | The House on the Hill     |                 | 28 febbraio 1963  |                 |
| 25 | Where the Stones Are      |                 | 7 marzo 1963      |                 |
| 26 | The Two Doctors Stone     |                 | 14 marzo 1963     |                 |
| 27 | Everywhere That Mary Goes |                 | 21 marzo 1963     |                 |
| 28 | The Handy Man             |                 | 28 marzo 1963     |                 |
| 29 | Friends and Neighbors     |                 | 4 aprile 1963     |                 |
| 30 | Boys and Girls            |                 | 11 aprile 1963    |                 |
| 31 | All Those Dreams          |                 | 18 aprile 1963    |                 |
| 32 | All Women Are Dangerous   |                 | 25 aprile 1963    |                 |
| 33 | Big Wheel                 |                 | 2 maggio 1963     |                 |
| 34 | Day of the Hero           |                 | 9 maggio 1963     |                 |